# Magdalena (Honduras)
Magdalena (uit het Spaans: "Magdalena") is een gemeente (gemeentecode 1008) in het departement Intibucá in Honduras. De gemeente grenst aan El Salvador.
Het dorp is gesticht in 1715, op de plaats die nu Hacienda La Magdalena heet. Dit ligt ten noorden van de rivier Torola. Later is de hoofdplaats van de gemeente naar de huidige plek verplaatst. Het dorp hoorde bij de gemeente Camasca tot het in 1861 een zelfstandige gemeente werd.

## Bevolking
De bevolking is als volgt verdeeld:
| Vrouwen | 2298 | 51,6% |
| Mannen  | 2157 | 48,4% |

## Dorpen
De gemeente bestaat uit twee dorpen (aldea), waarvan het grootste qua inwoneraantal: Magdalena (code 100801).